# 더러운 돈에 손대지 마라
"더러운 돈에 손대지 마라"는 2024년에 개봉한 대한민국의 영화이다.

## 출연

### 주연
- 정우: 김명득 역
- 김대명: 이동혁 역
- 박병은: 오승찬 역

### 조연
- 조현철: 박정훈 역
- 정해균: 류제이 역
- 유태오: 장지양 역
- 백수장: 주기룡 역
- 김대곤
- 임화영: 소진 역
- 김율호: 휴대폰 경찰 역
- 이해운: 종업원 역
- 유승목: 곽 번장 역
- 김윤성: 강경민 역
- 허동원: 오광석 역
- 태항호: 신기철 역
- 심완준: 형사팀장 역
- 유나: 지민 역
- 이태경: 고은경 역
- 서동원: 박 형사 역

## 기타
- 개봉이 굉장히 오래 밀린 영화다. 2019년 3월에 촬영이 종료되었고 2024년 10월에 개봉한 영화라 5년 7개월 동안 개봉이 밀린 창고 영화계의 끝판왕으로 꼽혔다. 특히 김대명은 2020년과 2021년 슬기로운 의사생활, 정우는 2021년 이 구역의 미친 X나 2022년 모범가족을 통해 배우 인지도가 더욱 커졌음에도 개봉일자가 확정되기 직전까지 오리무중이었다.
- 정우의 소속사 BH엔터테인먼트가 sns에 게시한 2024년 소속 배우별 작품 라인업에서 정우가 이 작품으로 복귀한다고 언급한 것을 시작으로 2024년 개봉이 예상 됐고, 이후 제29회 부산국제영화제 초청 소식과 함께 2024년 10월 17일 로 개봉일이 공개 됐다.